# Saturday Night Wrist
Saturday Night Wrist is het vijfde studioalbum van de Amerikaanse band Deftones en werd op 31 oktober 2006 uitgebracht door Maverick Records.
Frontman Chino Moreno verklaarde dat de albumtitel verwees naar de zenuwbeschadiging die kan ontstaan als iemand onder invloed van alcohol of drugs in slaap valt op z'n eigen arm. Hier voegde hij aan toe dat het is als "wanneer je op zaterdagavond alleen bent en je trillende pols je enige en beste vriend is..."

## Achtergrond
Begin 2004 kregen de Deftones van hun platenlabel Maverick Records te horen dat ze studio in moesten duiken, na de tegenvallende verkoopcijfers van hun voorgaande, titelloze album. Gedurende de zomer schreef de band materiaal dat genoeg was om een album van te maken en dat door Chino Moreno omschreven werd als "straight evil music".
Hierna werd er gezocht naar een producer om het album mee te kunnen gaan opnemen. De band werkte een week met Dan the Automator, maar wist vervolgens Pink Floyd-producer Bob Ezrin te strikken.
De band deed een maand lang try-outs, waarin het toerde met Dredg en C-Minus, om vervolgens in november 2004 te beginnen met de opnamen. Tijdens de opname-periode ontstonden er spanning tussen Moreno en Ezrin, die Moreno deden besluiten om zich een tijdje volledig te focussen op zijn nevenproject Team Sleep, terwijl de rest van de band doorging met de opnamen.
Moreno, die met Team Sleep ging toeren en hun langverwachte debuutalbum uitbracht, verklaarde later dat hij op dat moment twijfelde of hij nog wel terug wilde komen bij de band. Later zei hij dat het hem goed had gedaan om op dat moment afstand te nemen, aangezien hij worstelde met speed- en alcohol-verslavingen en de scheiding met zijn toenmalige vrouw Celeste Schroeder.
De overige bandleden besloten ook dat het beter was om even afstand te nemen van de muziek en een rustperiode in te lassen. In die periode werd de cd/dvd B-Sides & Rarities uitgebracht.
Begin 2006 rondde de band het album af met Shaun Lopez als producer. Nadat het album op 13 oktober 2006 al uitlekte op het internet werd Saturday Night Wrist op 31 oktober 2006 officieel uitgebracht.

## Tracks
In interviews sprak Moreno over de thema's en teksten op het album. Moreno zei dat "Kimdracula" een deel was van zijn e-mailadres tijdens het begin van de opnamen en zijn periode van hevig drugsgebruik. "Beware" is een waarschuwing voor seks, drugs en drank, de drie hoofdzakelijke problemen waarmee hij te kampen had tijdens het maken van het album. "Rivière" is gebaseerd op een verhaal over een heks dat hij schreef tijdens zijn drugs-periode. "Cherry Waves" gaat over het uittesten van de betrouwbaarheid van een ander. "Rapture" gaat over de algehele verwarring die hij had tijdens het maken van het album. "Hole in the Earth" gaat over de meningsverschillen binnen de band tijdens de opname-periode, waarin er veel verdeeldheid heerste binnen de band.
De titel van het nummer "U,U,D,D,L,R,L,R,A,B,Select,Start" is een verwijzing naar de Konami-code, een befaamde cheat die veelvuldig voorkomt in Konami-games. Aan het nummer "Mein" werd bijgedragen door Serj Tankian, frontman van System of a Down.
Alle nummers geschreven door Deftones, behalve waar anders is aangegeven.
1. "Hole in the Earth" – 4:09
2. "Rapture" – 3:25
3. "Beware" – 6:00
4. "Cherry Waves" – 5:17
5. "Mein" (feat. Serj Tankian) (Deftones/Serj Tankian/Shaun Lopez) – 3:59
6. "U, U, D, D, L, R, L, R, A, B, Select, Start" – 4:12
7. "Xerces" – 3:42
8. "Rats!Rats!Rats!" – 4:00
9. "Pink Cellphone" (feat. Annie Hardy) (Deftones/Annie Hardy) – 5:04 (radio edit 3:54)
10. "Combat" – 4:46
11. "Kimdracula" – 3:15
12. "Rivière" – 3:45

Bonustrack
- "Drive" (Ric Ocasek) – 4:50 (iTunes-download) (The Cars-cover, opgenomen met Shaun Lopez)

## Bezetting

### Bandleden
- Stephen Carpenter — gitaar
- Chi Cheng — basgitaar, achtergrondzang
- Abe Cunningham — drums
- Frank Delgado — samples, keyboards
- Chino Moreno — zang, gitaar

### Gastmusici
- Serj Tankian — aanvullende zang op "Mein"
- Annie Hardy — aanvullende zang op "Pink Cellphone"